# Joes Kloppenburgbrug
De Joes Kloppenburgbrug, brug nr. 5, is een plaatbrug in Amsterdam-Centrum en verbindt de Raamsteeg met de Oude Spiegelstraat en voert over het Singel. Het is een relatief smalle en enigszins bolle brug voorzien van drie doorgangen voor de scheepvaart en versierd met een kunstwerk van graniet.

## Geschiedenis
Er ligt hier al eeuwen een brug. Pieter Bast tekende rond 1599 hier een ophaalbrug. Op de kaart van Gerrit de Broen van rond 1737 is er een vaste brug ingetekend met wellicht een vernieuwing rond 1753.
De brug werd in 1910/1911 samen met brug 25 vernieuwd; er werd in mei 1910 een aanbesteding uitgeschreven  voor 30.000 kilo ijzer (balkijzer, U-balken en L-balken) alsmede 70 m³ graniet. De brug werd ontworpen door de Dienst der Publieke Werken, vlak voor het tijdperk Jo van der Mey, zonder dat een specifieke naam bekend is.
Op 10 oktober 1995 werd de brug verheven tot gemeentelijk monument. Tijdens de grondige renovatie in 2013 lag naast de brug een tijdelijke noodbrug. De brug is sindsdien voorzien van een voetpad dat evenals de rijweg is voorzien van klinkerbestrating.
De brug was oorspronkelijk naamloos maar werd onofficieel wel de "Raambrug" genoemd naar de Raamsteeg maar ook wel "Appelmarktbrug" of "Appelmarktsluis" naar de vroeger in de buurt gehouden appelmarkt. Op 5 juli 2016 werd de brug officieel vernoemd naar Joes Kloppenburg die op 17 augustus 1996 omkwam bij zinloos geweld in de Voetboogstraat waar de brug niet ver vandaan ligt. De vernoeming is bedoeld als symbool tegen zinloos geweld. Het officiële naamplaatje werd 26 september 2017 bevestigd.

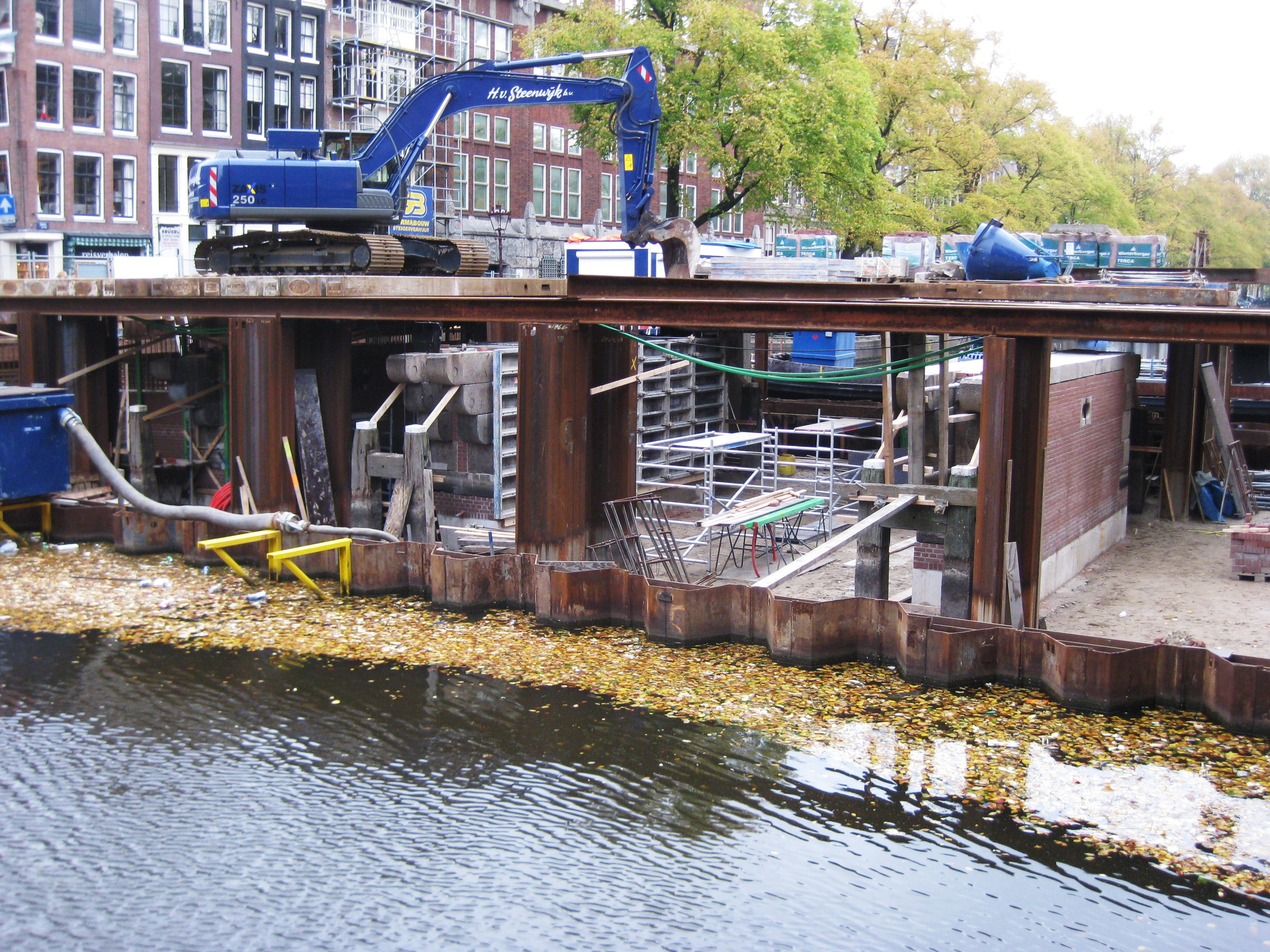
Tijdens de renovatie in 2013
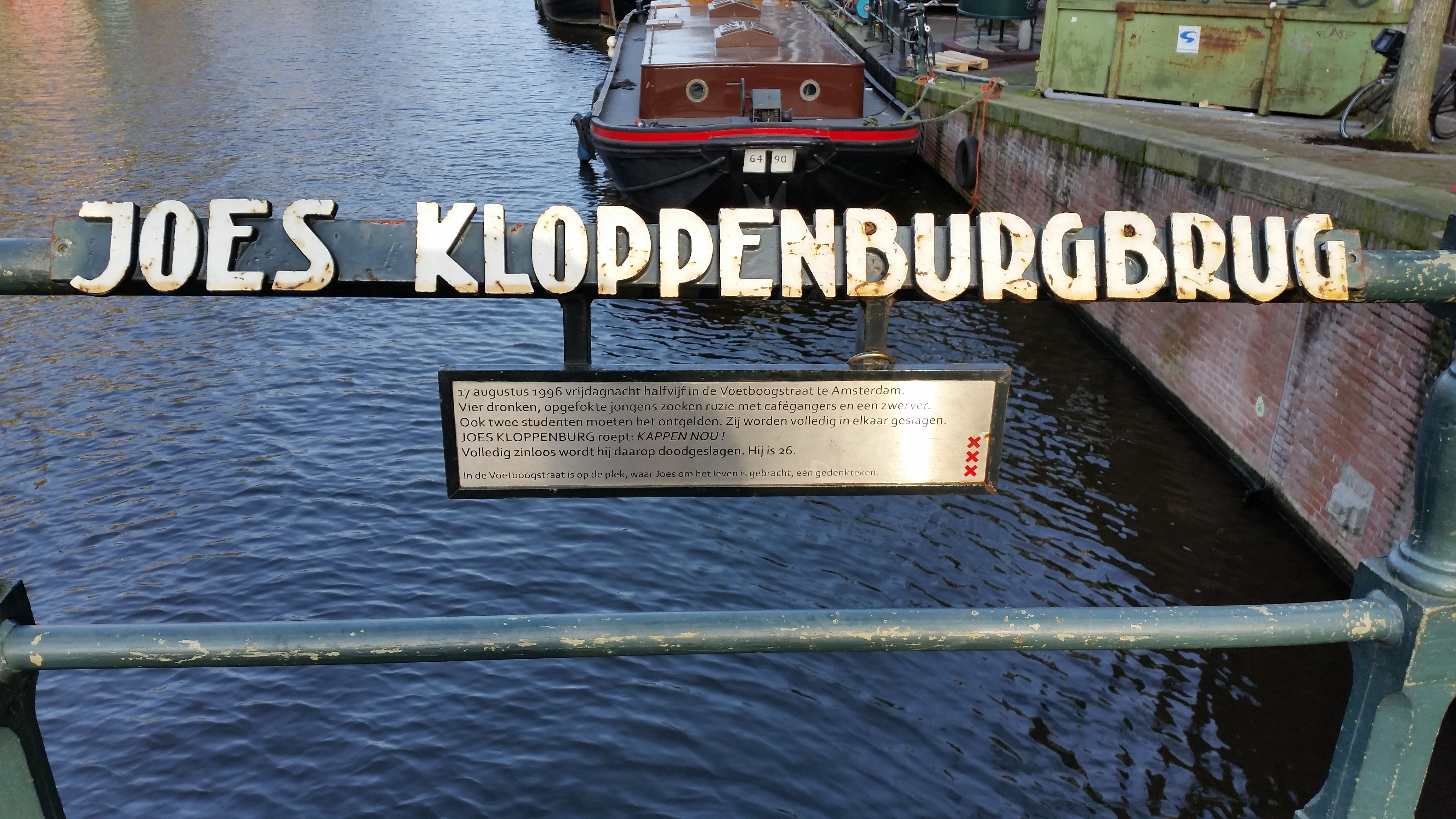
Naambord (januari 2020)
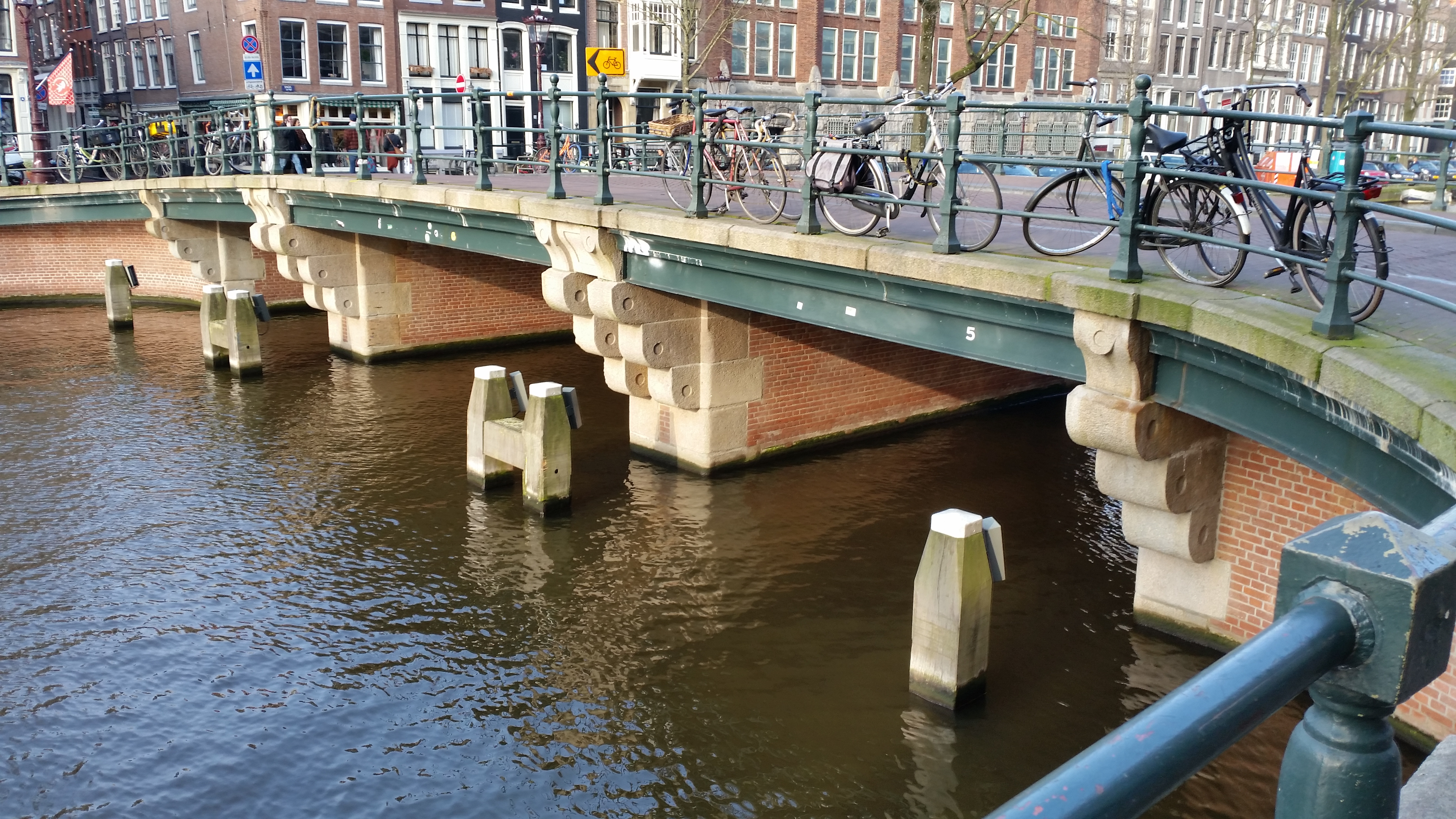
Granieten consoles (januari 2020)
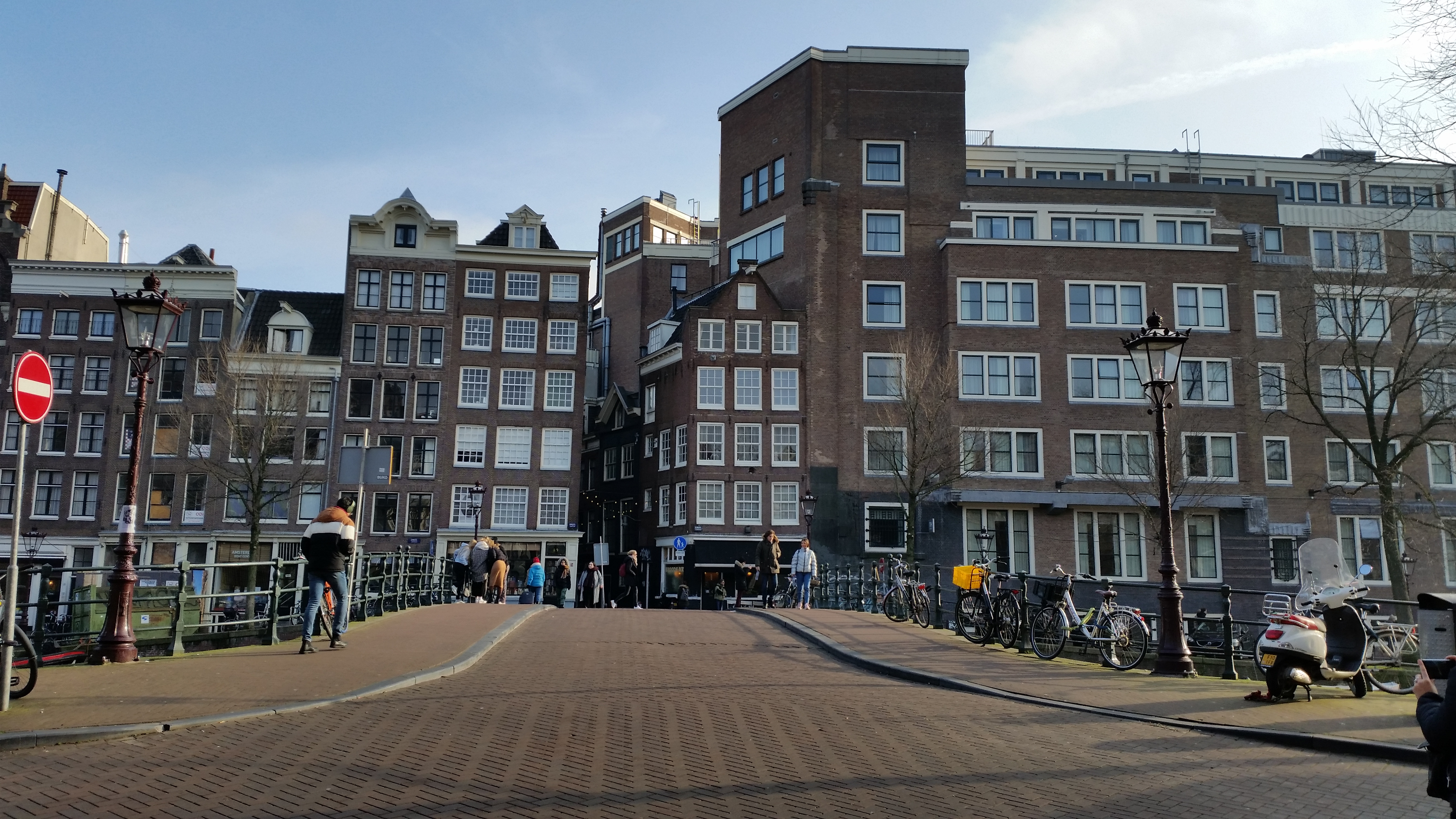
Overzicht over de brug richting Raamsteeg (januari 2020)

1 · 2 · 3 · 4 · 5 · 6 · 7 · 8 · 9 · 10 · 11 · 12 · 13 · 14 · 15 · 16 · 17 · 18 · 19 · 20 · 21 · 22 · 23 · 24 · 25 · 26 · 27 · 28 · 29 · 30 · 31 · 32 · 34 · 35 · 36 · 37 · 38 · 39 · 40 · 41 · 42 · 43 · 44 · 45 · 46 · 47 · 48 · 49 · 50 · 51 · 52 · 53 · 54 · 55 · 56 · 57 · 58 · 59 · 60 · 61 · 62 · 63 · 64 · 65 · 66 · 67 · 68 · 69 · 70 · 71 · 72 · 73 · 74 · 75 · 76 · 77 · 78 · 79 · 80 · 81 · 82 · 84 · 85 · 86 · 87 · 88 · 89 · 90 · 91 · 92 · 93 · 94 · 95 · 96 · 97 · 98 · 99 · >>>
Brugnummers 33 en 83 zijn niet (meer) vergeven